# Радімна
Радімна (рум. Radimna) — село у повіті Караш-Северін в Румунії. Входить до складу комуни Пожежена.
Село розташоване на відстані 360 км на захід від Бухареста, 61 км на південний захід від Решиці, 110 км на південь від Тімішоари.

## Населення
За даними перепису населення 2002 року у селі проживали 560 осіб.
Національний склад населення села:
| Національність | Кількість осіб | Відсоток |
| -------------- | -------------- | -------- |
| серби          | 481            | 85,9%    |
| румуни         | 77             | 13,8%    |

Рідною мовою назвали:
| Мова      | Кількість осіб | Відсоток |
| --------- | -------------- | -------- |
| сербська  | 481            | 85,9%    |
| румунська | 77             | 13,8%    |